# Zeta Holding

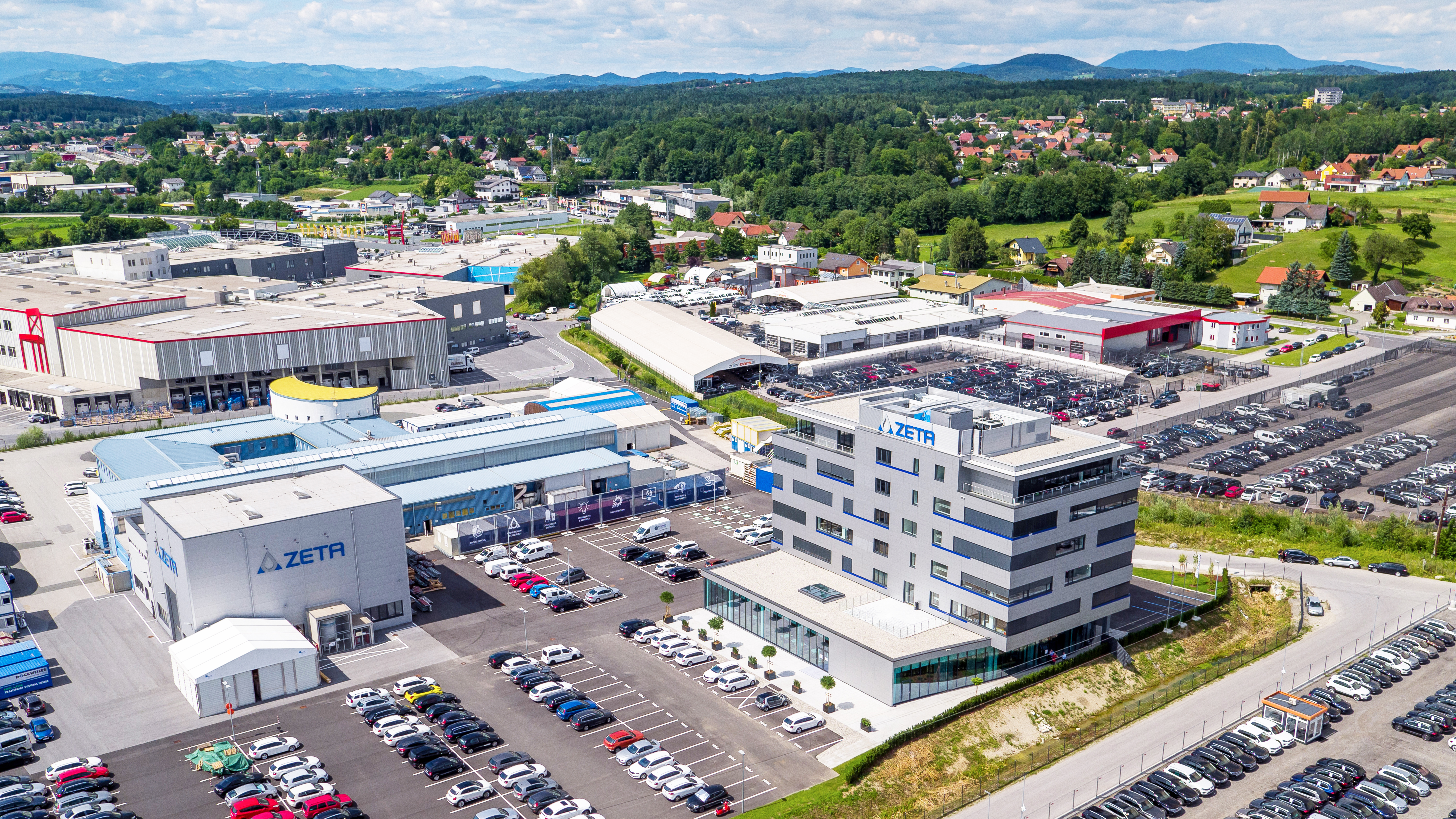
Hauptsitz in Lieboch

Die Zeta Unternehmensgruppe (Eigenschreibweise ZETA Holding GmbH) ist ein eigentümergeführter österreichischer Anbieter für das Engineering, den Bau, die Automatisierung und die Digitalisierung von Anlagen für aseptische flüssige Produktionsprozesse für die Biotech-, Pharma- und Lebensmittelindustrie.
Der Hauptsitz der Gruppe befindet sich in Lieboch (Steiermark). Daneben befinden sich Standorte in Deutschland, der Schweiz, Tschechien, Russland, Ukraine, Singapur und den USA sowie Vertriebspartner in 13 weiteren Ländern. Zu den Kunden zählen Pharmakonzerne in Europa, Nordamerika, Russland, Südostasien und China. Weltweit beschäftigt Zeta rund 1400 Mitarbeiter.

## Geschichte
Zeta wurde im Jahr 1989 gegründet. 2004 war die Unternehmensgruppe einer der Gründungsgesellschafter der Human.technology Styria GmbH, der Managementgesellschaft des steirischen Humantechnologie-Clusters. Im Jahr 2007 kam es zu einem Eigentümerwechsel, im Zuge dessen Zeta Teil der CWT/BWT-Gruppe wurde. Mit der Übernahme 2011 durch die jetzigen Eigentümer wurde Zeta wieder ein eigenständiges Unternehmen. 
2012 übersiedelte Zeta in die neue Unternehmenszentrale nach Lieboch bei Graz. Diese wurde 2020 um ein neues Technologiezentrum erweitert. Heute unterhält die Zeta Holding GmbH Tochtergesellschaften in acht Ländern. Die Zeta GmbH Österreich mit den Standorten Lieboch, Lebring, Werndorf und Wien, die Zeta GmbH Deutschland mit den Standorten Hallbergmoos, Penzberg und Hildesheim, die Zeta CH AG Schweiz mit den Standorten Dintikon und Visp, die Zeta CZ s.r.o. Tschechien mit den Standorten Moravany und Brünn, die Zeta OOO Russland mit Standort Moskau, die Zeta OOO Ukraine mit dem Standort Vinnitsa, die Zeta SG Pte. Ltd. mit dem Standort Singapur und die Zeta USA Inc. mit Standort in Pennsylvania.

### Beteiligungen
2021 erwarb Zeta eine Beteiligung am österreichischen Consulting- und Engineering-Unternehmen Enertec, damit wurde insbesondere die Leistung im Bereich „Sustainability“ ausgebaut. Im Jahr 2022 folgten Beteiligungen am deutschen Automatisierungsunternehmen Sigma Process & Automation GmbH sowie am indischen Engineering-Unternehmen Biotree. 2023 wurde eine Beteiligung am schweizerischen Unternehmen CB Consultancy erworben, dessen Schwerpunkte im Bereich Planung, Beratung und Nachhaltigkeit liegen.

## Service und Lösungen
Die Zeta Gruppe ist ein weltweit agierender Anbieter von End-to-End-Lösungen für die Biotech-Pharma- und Lebensmittelindustrie. Das Leistungsspektrum umfasst das Design, den Bau, die Automatisierung, die Digitalisierung und die Qualifizierung kundenspezifischer biopharmazeutischer Anlagen für aseptische Prozesslösungen.
Als Generalplaner übernimmt Zeta das umfassende Management von komplexen Pharmagroßprojekten. Die Tätigkeitsbereiche erstrecken sich von der Planung und dem Bau der Prozessanlage bis hin zum Reinraumdesign, der technischen Gebäudeausstattung und dem Bau der benötigten Infrastruktur. 

## Forschungskooperationen
Zeta hat Forschungskooperationen unter anderem mit dem Grazer Research Center Pharmaceutical Engineering (RCPE), Joanneum Research, der Technischen Universität Graz, der Technischen Universität Wien und der Universität für Bodenkultur Wien.
Außerhalb von Österreich gibt es mit der Hochschule Weihenstephan-Triesdorf und der TU Hamburg Forschungskooperationen.